# Somatina maculata
Somatina maculata là một loài bướm đêm trong họ Geometridae.